# Nội soi

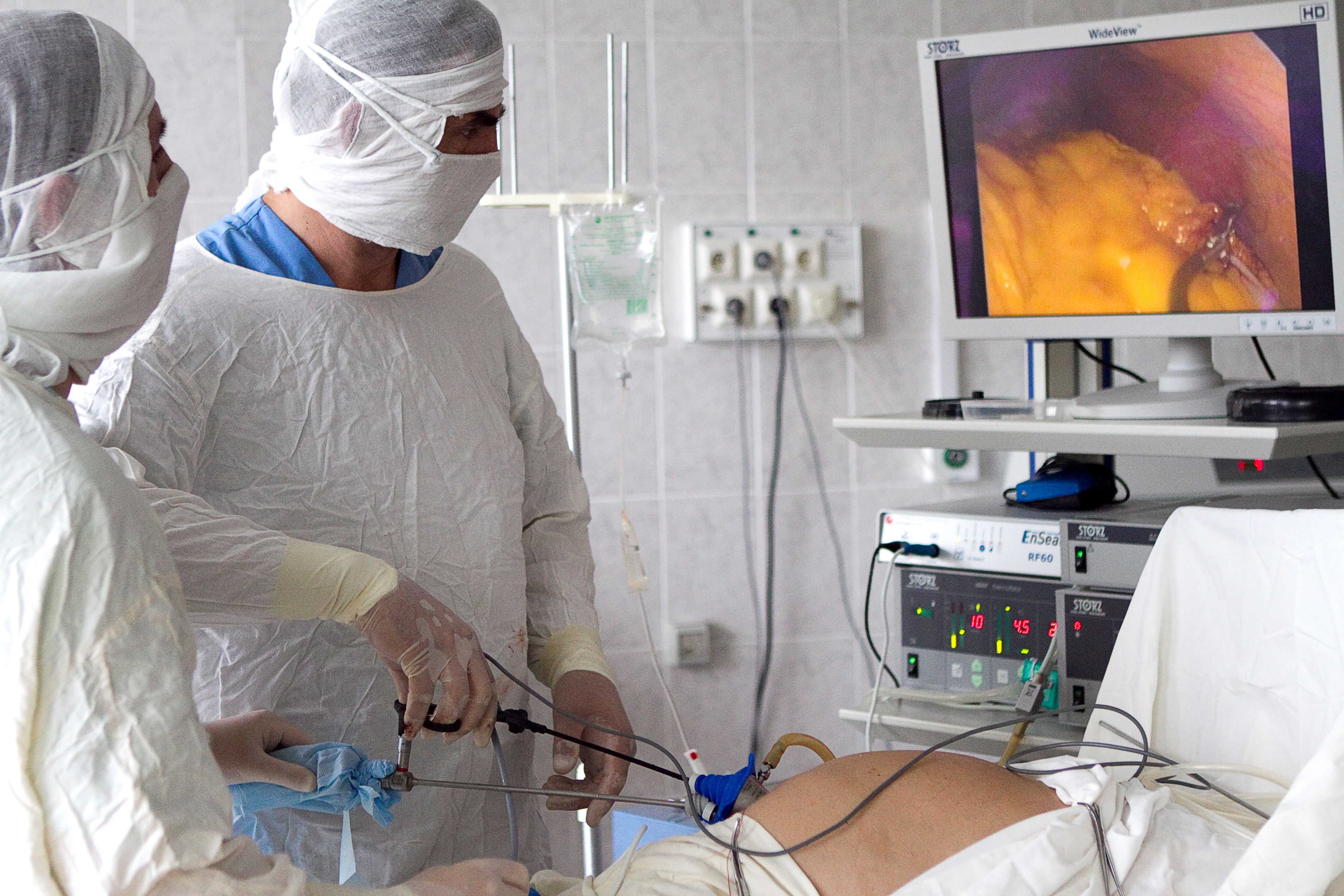
Một bác sĩ sử dụng ống nội soi trong phòng phổ

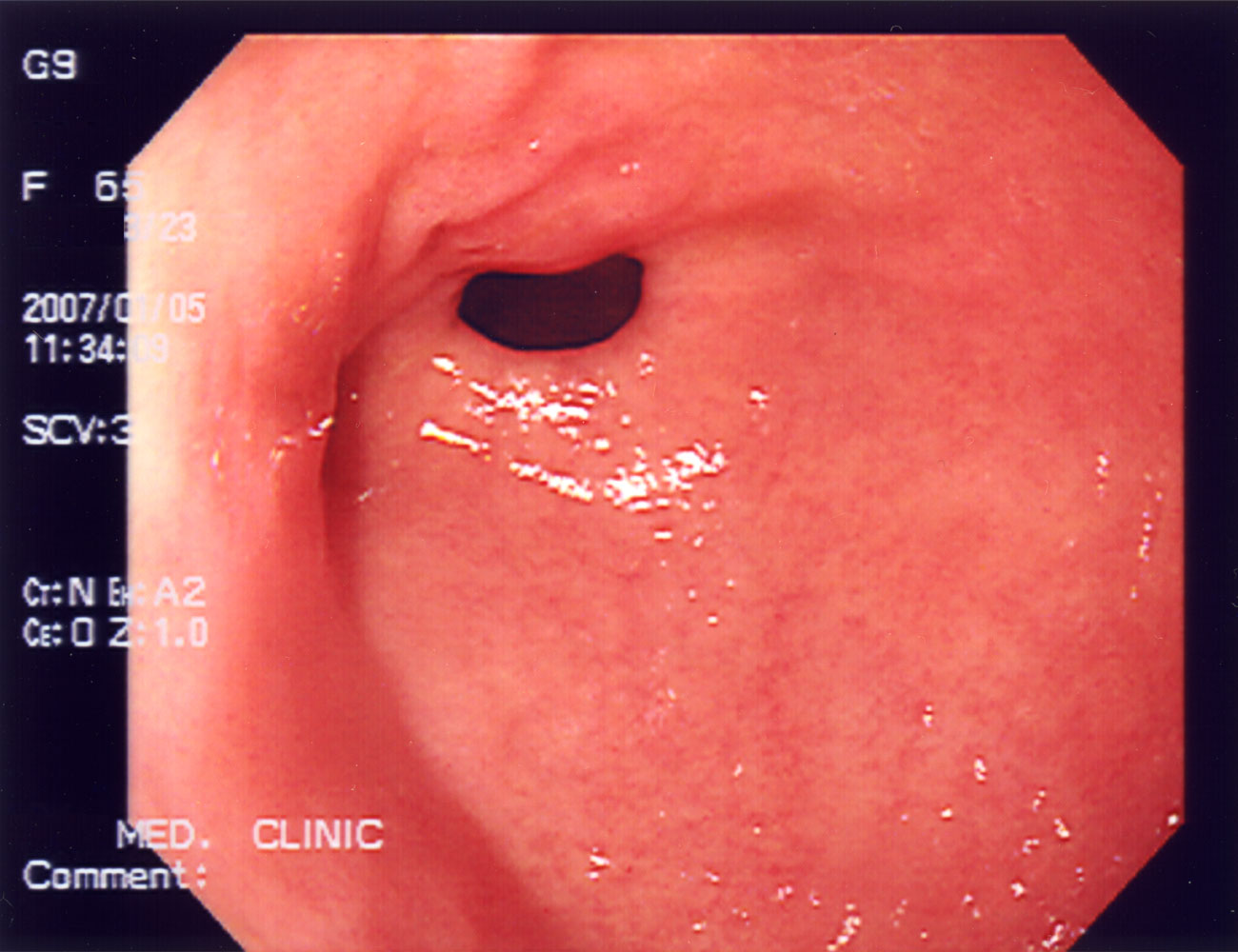
Hình ảnh nội tạng cơ thể thông qua phương pháp nội soi

Nội soi (Endoscopy) là một kỹ thuật y học hiện đại được ứng dụng trong việc khám bệnh, chẩn đoán bệnh bằng việc sử dụng các loại dụng cụ chuyên biệt để quan sát trực tiếp bên trong các cơ quan của cơ thể. Với kỹ thuật nội soi, người ta có thể quay phim, chụp hình bên trong các cơ quan, nội tạng, là thủ thuật lấy dị vật, sinh thiết và thậm chí là thực hiện hiện phẫu thuật nội soi. Nội soi hiện nay được sử dụng trong hầu hết các chuyên khoa về tai mũi họng, tiêu hóa (thực quản, dạ dày, ruột già), chuyên khoa sản, ngoại, tiết niệu, xương khớp, thần kinh, thẩm mỹ. Nội soi hiện được sử dụng rộng rãi và phổ biến bởi đây là kỹ thuật hiện đại, tương đối ít rủi ro, mang lại hình ảnh chi tiết, chân thực, rõ ràng trong thời gian ngắn.

## Công dụng
- Quay phim, chụp ảnh các cơ quan để quan sát giúp kiểm tra cũng như xác định bệnh, xác định tiên lượng bệnh ở các cơ quan, bộ phận một các nhanh chóng và chính xác nhất
- Gắn các dụng cụ đặc biệt vào máy nội soi để lấy mẫu nội mô (còn được gọi là sinh thiết) để phân tích trong phòng thí nghiệm.
- Xác định vị trí, lấy mẫu hoặc loại bỏ các khối u, pô-líp.
- Xác định vị trí và loại bỏ các vật lạ.
- Đặt ống (stent) thông qua tắc nghẽn trong các bộ phận đường tiêu hóa do hẹp bẩm sinh hoặc bệnh lí như ung thư.

## Ứng dụng
Bác sĩ, các nhà y khoa có thể sử dụng nội soi để thực hiện kiểm tra các bộ phận liên quan đến các bệnh lý bao gồm:
- Nội soi tiêu hóa: thực quản, dạ dày và tá tràng (nội soi thực quản); ruột non (nội soi ruột); đại tràng, trực tràng.
- Đường hô hấp: Mũi (soi mũi), đường hô hấp , nội soi phế quản.
- Tai: nội soi tai.
- Đường tiết niệu: Nội soi bàng quang.
- Đường sinh sản nữ (nội soi phụ khoa): cổ tử cung, tử cung
- Thông qua vết mổ nhỏ: Khoang bụng hoặc vùng chậu (nội soi ổ bụng), bên trong khớp (nội soi khớp), các cơ quan của ngực (nội soi lồng ngực và nội soi trung thất).

## Rủi ro
Những rủi ro chính là nhiễm trùng, dùng quá liều thuốc an thần, thủng hoặc rách niêm mạc dạ dày hoặc thực quản và gây chảy máu. Mặc dù thủng hoặc rách rất hiếm khi xảy ra nhưng vẫn có trường hợp bị. Nếu xảy ra tình trạng này thường cần phải phẫu thuật, nhưng một số trường hợp có thể được điều trị bằng thuốc kháng sinh và dịch truyền tĩnh mạch. Chảy máu có thể xảy ra tại vị trí sinh thiết hoặc cắt bỏ polyp. Chảy máu nhỏ điển hình như vậy có thể tự dừng lại hoặc được kiểm soát bằng cách đốt. Hiếm khi phẫu thuật trở nên cần thiết. Những rủi ro nhỏ khác bao gồm phản ứng thuốc và các biến chứng liên quan đến các bệnh khác mà bệnh nhân có thể mắc phải. Do đó, bệnh nhân nên thông báo cho bác sĩ của họ về tất cả các xu hướng dị ứng và các vấn đề y tế. Đôi khi, vị trí tiêm thuốc an thần có thể bị viêm và đau trong một thời gian ngắn. Điều này thường không nghiêm trọng và chườm ấm trong vài ngày thường hữu ích. Mặc dù bất kỳ biến chứng nào trong số này có thể xảy ra, nhưng mỗi biến chứng xảy ra khá hiếm. Bác sĩ có thể thảo luận thêm về các rủi ro với bệnh nhân liên quan đến nhu cầu nội soi cụ thể.